# Tam Giang, Đắk Lắk
Tam Giang là một xã thuộc tỉnh Đắk Lắk, Việt Nam và được thành lập năm 1979.
Xã có diện tích 34,83 km², dân số năm 2005 là 5.443 người, mật độ dân số đạt 156 người/km².